# Contre-offensive (sport)
Ne doit pas être confondu avec Contre-attaque (sport individuel).

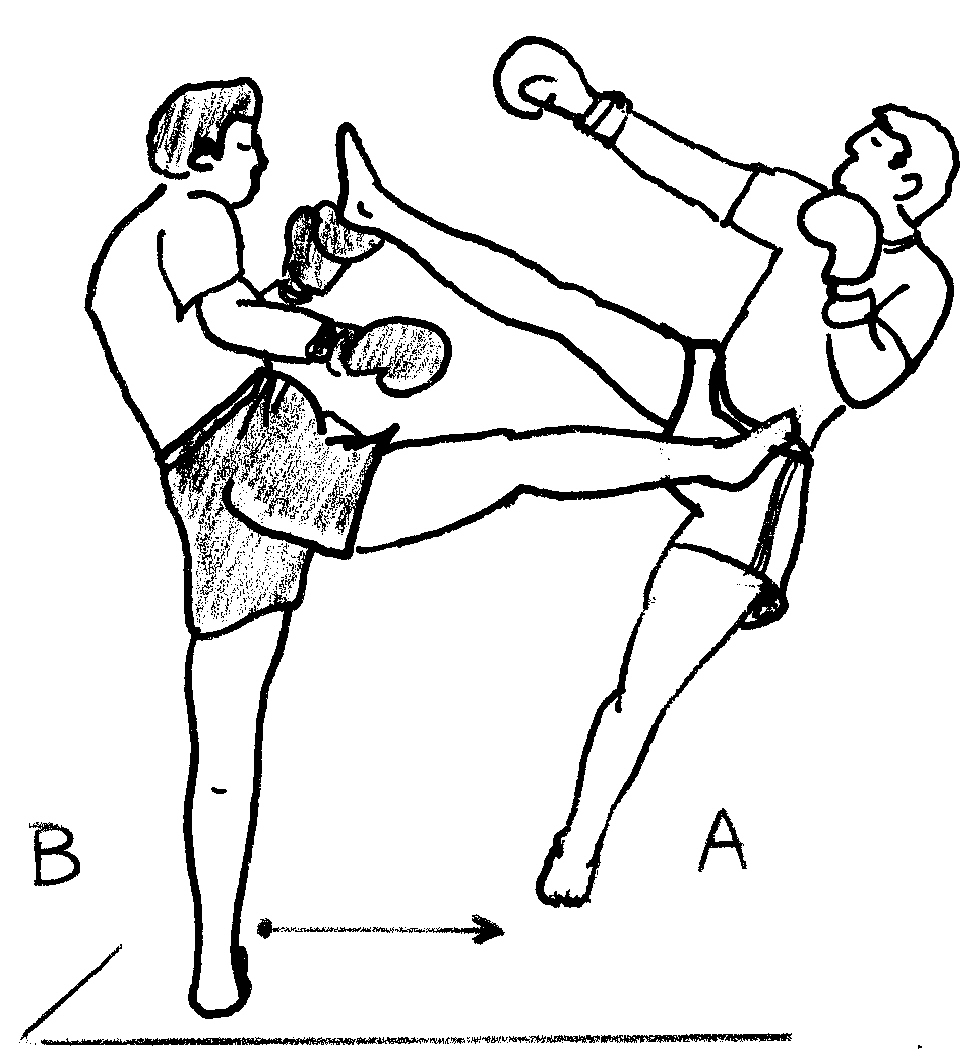
Contre-offensive

Dans le dictionnaire Le Petit Larousse édition 2000, la contre-offensive est définie comme telle : « offensive répondant à une offensive de l’adversaire ».
Dans le domaine sportif, cette notion n’est pas à assimiler exclusivement à celle de contre-attaque, car « contre-attaquer c’est passer de la défensive à l’offensive » (Petit Larousse édition 2000). En revanche, la contre-offensive concerne aussi bien les activités de défense que d’attaque. Mais, la contre-offensive ne s’arrête pas tout simplement à défendre, notamment à défendre « passivement », mais est un stade supérieur de la défense que certains auteurs nomment « défense active » (Delmas, 1975).
Dans les manifestations de la « contre-offensive », nous trouvons :
- certaines actions de « défense active » se déroulant juste avant ou au tout début de l’offensive adverse. Elles ont pour but soit de se prémunir contre une future offensive soit d’annihiler l’offensive adverse à son déclenchement (contrôle de l’adversaire à distance ou de près, arrêt de l’adversaire dans sa progression, neutralisation de la future attaque, etc.)
- les actions offensives qui interviennent pendant ou après l’attaque adverse. Elles ont pour intention de reprendre l’initiative de l’attaque voire mieux, d’utiliser l’attaque adverse à son avantage

## En sports de combat
On trouve quatre formes principales de contre-offensive : 
- La neutralisation. Elle se définit par « annuler l’effet de…, empêcher d’agir par une action contraire » (Le Petit Larousse édition 2000). Elle est destinée à contrôler l’opposant pour se prémunir d’une future attaque adverse. Elle intervient juste avant le déclenchement de l’offensive adverse dans le but de réduire à néant l’intention offensive adverse.
- L’arrêt. Il se définit comme l’« interruption brutale imposée à un mouvement, à un processus » (Petit Larousse édition 2000). Cette « attaque lancée pour neutraliser l’offensive adverse » intervient soit au déclenchement de l’attaque adverse soit au tout début de son développement. Même si cette forme rejoint le principe de la « neutralisation » ou du « contre », elle n’intervient pas au même moment. Elle a ici un but plus défensif qu’offensif
- Le contre ou « attaque lancée pour exploiter l’offensive adverse ». Il intervient pendant l’action adverse dans un but offensif.
- La riposte et synonyme de « contre-attaque ». Pour le Petit Larousse édition 2000, « riposter c’est attaquer immédiatement après avoir paré ». Elle est donc déclenchée après une défense et peut être réalisée par exemple dans le retour en garde de l’adversaire pour le prendre à défaut.

Ces différentes formes de contre-offensive correspondent à l’idée de défense active, c’est-à-dire d’activités destinées à contrôler l’opposition et non à la subir.

## Escrime
C'est l'ensemble des actions menées face à l'offensive adverse. Si celles-ci comportent une extension de garde, une marche, une fente ou une flèche, il s'agit d'une contre attaque.

## Illustration en boxe

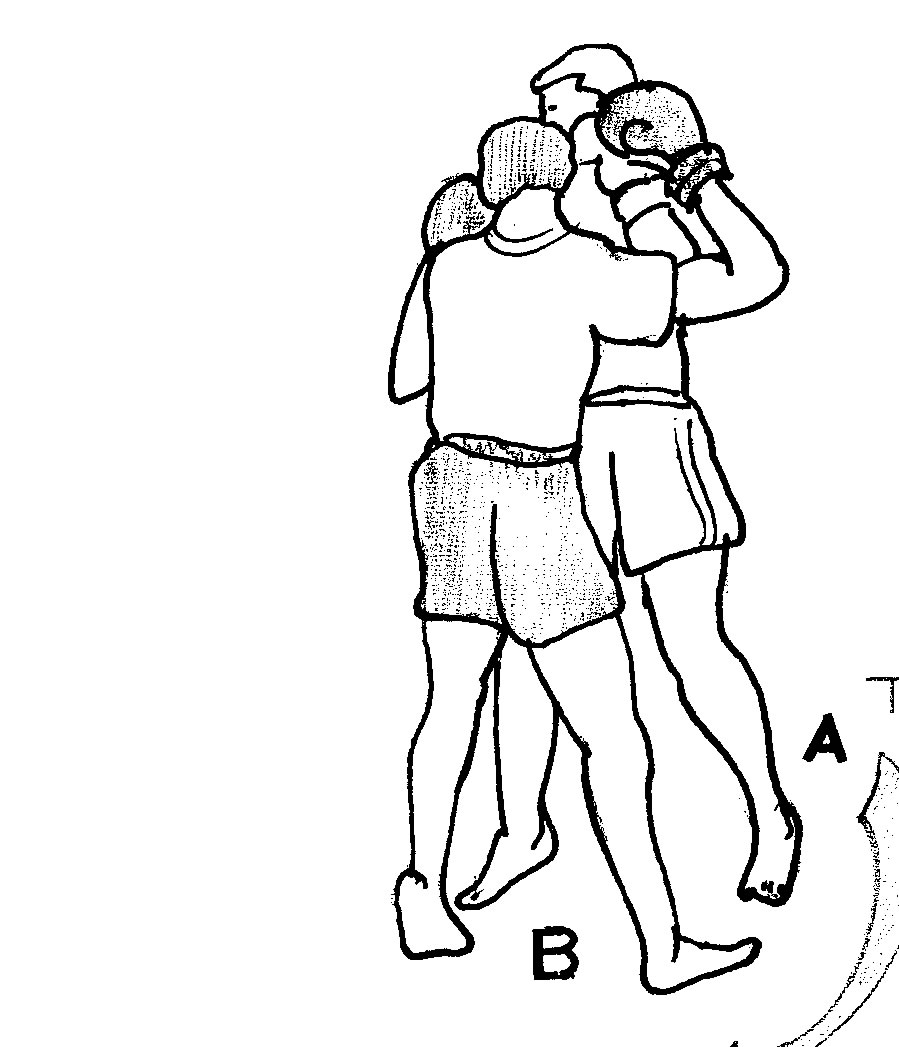
(A) est venu se « coller » contre l’opposant (neutralisation) pour l’empêcher de s’exprimer en coups longs
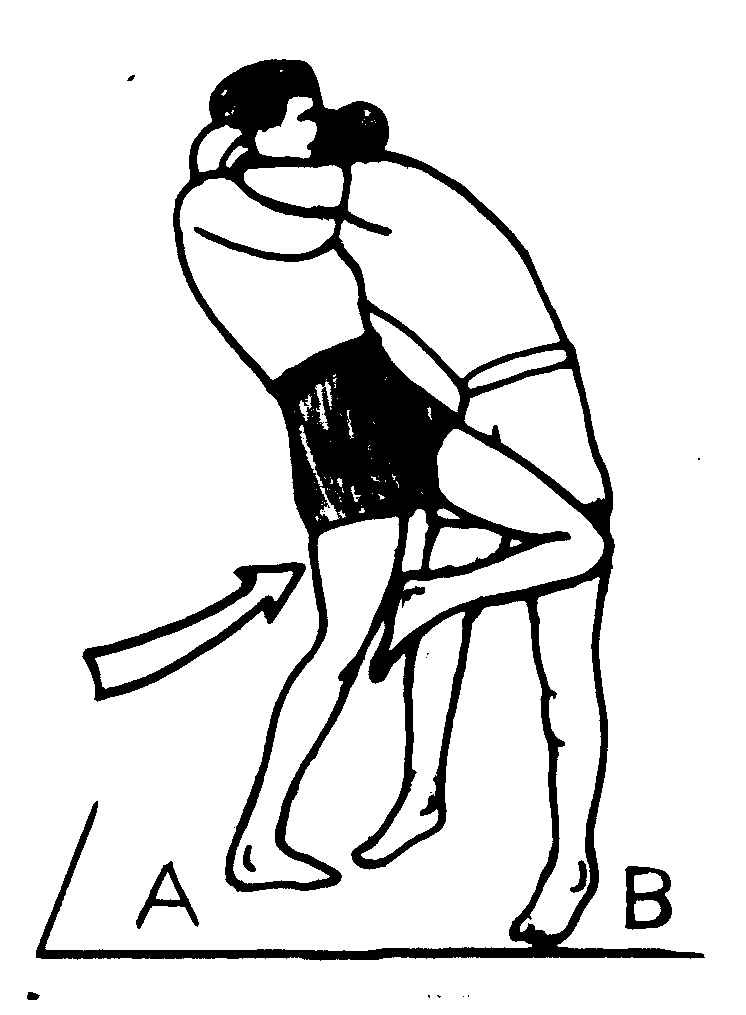
(A) contrôle la cuisse adverse avec son tibia pour l’empêcher l’opposant de porter des coups de genou
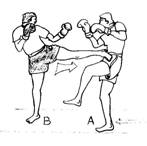
Coup de pied latéral d'arrêt lors d'un déclenchement d'attaque
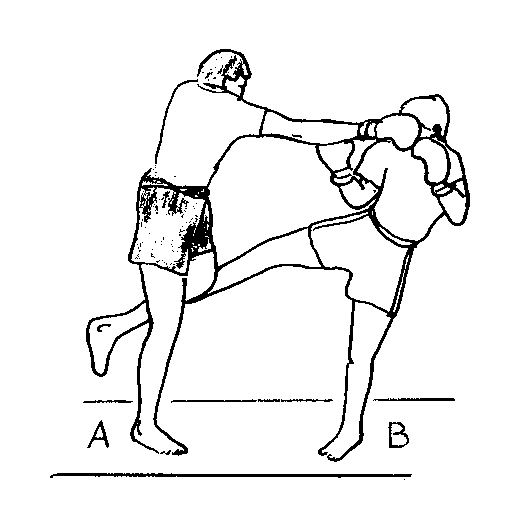
Coup de poing direct plongeant en contre sur une attaque en technique de jambe en ligne basse